# 폴란드 지하국가
폴란드 지하국가(폴란드어: Polskie Państwo Podziemne)란 제2차 세계 대전 당시 폴란드 땅에서 발생한 군사적 민사적 활동을 막론하고 런던에 소재한 폴란드 망명정부를 지지한 지하 저항운동 조직들을 집합적으로 이르는 용어이다.
1939년 9월 독일의 폴란드 침공 막바지에 첫 지하국가 조직인 폴란드 승리복무대가 만들어졌다. 폴란드 지하국가는 2차대전 발발 이전의 폴란드 제2공화국 정부의 정통성을 계승하는 것으로 인식되었고 폴란드를 강점하고 있는 나치 독일 및 소련에 대항하여 투쟁을 벌였다. 지하국가의 군사 저항운동은 단일 저항운동으로서 세계 최대 규모였다. 지하국가는 군사운동 뿐 아니라 교육, 문화, 사회용역 등 민사활동에도 힘을 기울였다.

## 같이 보기
- 폴란드 국내군
- 나치 독일과 소련의 폴란드 점령
- 제2차 세계 대전 당시 폴란드의 저항운동